# Đuro Tiljak
Đuro Tiljak (Zagreb, 25. ožujka 1895. – Zagreb, 11. prosinca 1965.), hrvatski slikar
Započeo je studij u Zagrebu, koji prekida i odlazi u Moskvu, gdje studira kod Vasilija Kandinskog. Bio je urednik revije "Kultura" i časopisa "Književnik". U početku je pod utjecajem impresionista i postimpresionista (Cezanne, Van Gogh i Matisse), a poslije slika u duhu magičnog realizma. Slikao je poetične krajolike zagrebačke okolice i Visa, u ratu dramatične prizore zbjegova, a posljednji akvareli su mu na rubu apstrakcije. U Komiži je 1966. otvorena Memorijalna zbirka Đure Tiljka. 